# Wildpoldsried
Wildpoldsried là một đô thị ở Oberallgäu bang Bayern thuộc nước Đức.